# Mayk
Mayksilvan da Silva Ferreira (Santo Antônio, nascido em 31 de agosto de 1999), mais conhecido como Mayk, é um futebolista brasileiro que atua como lateral-esquerdo. Atualmente, defende o Novorizontino.

## Carreira

### América de Natal
Natural de Santo Antônio, Rio Grande do Norte, Mayk iniciou sua carreira no América de Natal. Estreou na equipe principal aos 17 anos, em 22 de março de 2017, como titular na vitória por 1–0 sobre o Botafogo-PB, pela Copa do Nordeste.

### Bahia
Em junho de 2018, após atuar poucas vezes no time principal, Mayk foi emprestado ao Bahia, inicialmente para integrar a equipe sub-20. Em 24 de julho de 2019, assinou contrato definitivo com o clube até o final de 2022.
Em 17 de junho de 2020, foi emprestado ao Joinville até o fim da temporada. Deixou o clube em 11 de dezembro, após poucas oportunidades, retornando ao Bahia, onde continuou sendo uma opção reserva.

### Retrô
Em 28 de dezembro de 2021, Mayk foi emprestado ao Retrô. Após ser titular na equipe, em 24 de maio de 2022, rescindiu seu contrato com o Bahia e assinou em definitivo com o Retrô.
Marcou seu primeiro gol como profissional em 29 de maio de 2022, na vitória por 4–1 fora de casa contra o São Paulo Crystal, pela Série D.

### Guarani
Em 27 de setembro de 2022, foi anunciado como reforço do Guarani, clube da Série B. Inicialmente reserva, tornou-se titular durante a temporada de 2023 e renovou seu contrato até o fim de 2024 em 28 de setembro.
Seu primeiro gol pelo Bugre aconteceu em 28 de janeiro de 2024, na vitória por 3–0 fora de casa sobre o Ituano.

### Grêmio
Em 15 de fevereiro de 2024, Mayk foi anunciado como novo reforço do Grêmio, da Série A, assinando contrato até o final de 2026.

### Novorizontino
No dia 11 de junho de 2025, o Novorizontino anunciou a contratação do lateral-esquerdo Mayk. O jogador chega por empréstimo do Grêmio, com vínculo válido até julho de 2026.

## Títulos
Bahia
- Copa do Nordeste: 2021[12]

Grêmio
- Campeonato Gaúcho: 2024[12]